# Rob Wasserman
Rob Wasserman (* 1. April 1952 in San Mateo, Kalifornien; † 29. Juni 2016 in Los Angeles, Kalifornien) war ein US-amerikanischer Kontrabassspieler und Bassist, der seit dem Anfang seiner Karriere in den 1980er Jahren mit vielen Musikgrößen zusammenarbeitete.

## Karriere
Wasserman, der jüdischen Glaubens war, erhielt seit seinem zwölften Geburtstag Geigen-Unterricht; mit 20 Jahren wechselte er zu Bassgitarre und Kontrabass. Während seines Studiums an der San Francisco Conservatory of Music lernte er den Drummer Charles Moffett senior kennen. Über Moffett senior kam er in Kontakt mit Dan Hicks, Maria Muldaur, Van Morrison und Oingo Boingo.
1979 traf er den amerikanischen Gitarristen Jon Sholle und wirkte bei dessen Album „Catfish For Supper“ mit. Sholle war auch Mitglied beim David Grisman Quintet; kurz darauf schloss sich auch Wasserman dem Quintett an und blieb bis 1985. In dieser Zeit veröffentlichte die Gruppe das 1980er Album „Quintet '80“. Weitere Aufnahmen mit Dave Grisman folgten, doch daneben war er auch auf Van Morrisons Album „Beautiful Vision“ vertreten.
1983 veröffentlichte er sein Debütalbum „Solo“. Sein zweites Album unter eigenem Namen, „Duets“, erschien 1988. Bei diesem Album wurde er von mehreren anderen Musikern unterstützt (u. a. Bobby McFerrin, Rickie Lee Jones, Cheryl Bentyne, Lou Reed und Stéphane Grappelli). In den 1980ern arbeitete er darüber hinaus mit Musikern wie Elvis Costello und dem Grateful-Dead-Gitarristen Bob Weir zusammen. Zehn Jahre nach seinem ersten Album unter eigenem Namen erschien 1993 das dritte namens „Trio“. Bei diesem Album
spielten Jerry Garcia, Brian Wilson, Willie Dixon und Branford Marsalis mit ihm.
Zusammen mit Bob Weir trat er seit 1988 als Duo auf, auch wirkte Wasserman bei dem Album So Many Roads von Grateful Dead mit. 1995 gründeten sie zusammen die Band Ratdog. Wasserman blieb bis Ende 2002 in dieser Formation und war bei den Alben „Evening Moods“ und „Live at Roseland“ dabei. Daneben arbeitete er auch mit Gov’t Mule zusammen und veröffentlichte ein weiteres Album unter eigenem Namen. Im Laufe seiner Karriere war er an über 50 Tonträgern beteiligt.
Im Januar 2012 stieg Wasserman erneut bei Ratdog ein. Er starb am 29. Juni 2016 während eines Krankenhausaufenthalts in Los Angeles.

## Diskografie (Auswahl)

### Unter eigenem Namen
- Solo 1983
- Duets 1988
- Trios 1993
- Space Island 2000
- Triology 2004
- Cosmic Farms 2005

### Mit anderen Musikern
- Quintet '80 David Grisman, 1980
- Mondo Mando David Grisman, 1982
- New York Lou Reed, 1988
- The Best of Van Morrison Van Morrison, 1990
- Mighty Like A Rose Elvis Costello, 1991
- Charity Of Night Bruce Cockburn, 1996
- Evening Moods Ratdog, 2000
- The Deepest End Gov't Mule, 2003
- So Many Roads (1965-1995) Grateful Dead, 1999